# Oro Win
Gli Oro Win sono un gruppo etnico del Brasile che ha una popolazione stimata in circa 55 individui. Parlano la lingua Oro Win (codice ISO 639: ORW) e sono principalmente di fede animista.
Vivono nei pressi del fiume Pacáas Novos, un affluente del Mamoré, lungo i confini tra Brasile e Bolivia.